# Менерт, Клаус
Клаус Менерт (нем. Klaus Mehnert; 10 октября 1906, Москва — 2 января 1984, Фройденштадт, ФРГ) — немецкий журналист и политолог.

## Биография

### Происхождение
Клаус Менерт родился в Москве и являлся выходцем из двух зажиточных и известных в городе семей.
Прадед по отцовской линии — Вильгельм Карл Фридрих Менерт (30.6.1808-1879), саксонский подданный, уроженец Фробурга, прибыл в Москву в 1828 г. по приглашению Большого театра. Жена — Каролина Елизавета Барбэ (1814-4.8.1871).
Дед по отцовской линии — Карл Фридрих Менерт (30.11.1844-30.3.1917), родился в Москве, учился на инженера в Дрездене, проектировал мосты. Впоследствии основал в Москве машиностроительный завод. С началом Первой мировой войны как вражеский подданный был выслан во внутренние губернии. Умер в Стерлитамаке.
Бабка по отцовской линии — Цецилия Кирстен, дочь приехавшего в Россию в 1836 г. Германа Кирстена (1818—1854), владельца типолитографии в Москве и основателя товарищества «Кирстен и Менерт». Брат Цецилии, Юлиус-Теодор Кирстен, в 1896 г. приобрел участок с двухэтажным домом 1874 года стройки на улице Большая Полянка (нынешний дом 9, у стрелки Большой Полянки и Якиманского проезда). Арендовавшие типолитографию в 1909 г. братья Менерты снесли старый дом, и в 1911—1913 гг. по их заказу появилась нынешняя пятиэтажка.
Отец — Герман-Юлиус Менерт (30.11.1879-19.7.1917), родился в Москве. Художник, член Московского общества любителей художеств, совладелец (вместе с братом Вильгельмом-Теодором) типолитографии в Москве. В 1914 г., когда с началом Первой мировой войны семья уехала в Германию, как германский подданный и резервист Герман Менерт был призван в армию. Погиб в боях во Фландрии на Западном фронте.
После Октябрьской революции типолитография братьев Менерт была национализирована. В октябре 1918 г. в ней разместилась Картоиздательская часть Картографического отдела Корпуса военных топографов РККА. В наши дни в здании располагается 439-я Центральная экспериментальная военно-картографическая фабрика.
Дед по материнской линии — Юлиус Хойс (Гейс) (2.3.1832-29.9.1907), вюртембергский подданный, уроженец Вальддорфа (близ Тюбингена), в 1852 г. перебрался в Одессу, где занимался ювелирным и часовым делом. В 1857 г. переехал в Москву, где в 1870 г. стал совладельцем кондитерской фирмы Эйнем, а с 1876 г., после смерти компаньона, её единоличным хозяином. Жена (вторая) — Корнелия Капф (18.10.1841-?).
Мать — Луиза Гейс (23.3.1882, Москва-15.1.1946, Шлезвиг-Гольштейн, Британская зона оккупации Германии).
Типолитография Меннертов печатала для фабрики «Эйнем» роскошные плакаты и каталоги продукции (см., напр., Товарищество паровой фабрики шоколада, конфет и чайных печений Эйнем в Москве: [рекламный буклет изделий фабрики]. М., 1896).

### Ранние годы
В 1914 г. Клаус с родителями и младшим братом Франком (1909—1943) переехал в Германию, семья поселилась в Штутгарте. Там Клаус окончил гимназию и в 1925—1929 гг. изучал историю в Тюбингене, Мюнхене, Берлине, а также в университете Беркли в Калифорнии (США). В 1928—1929 гг. совершил кругосветное путешествие.
В 1932 г. защитил в Берлинском университете диссертацию «Влияние русско-японской войны на большую политику» («Der Einfluss des russisch-japanischen Kriegs auf die grosse Politik») и получил степень доктора философии. Научным руководителем Менерта был Отто Гётцш — авторитетнейший специалист по России и Восточной Европе.
В 1929—1931 гг. — секретарь Германской службы академических обменов, в 1931—1933 гг. работал генеральным секретарем основанного Гётцшем Общества по изучению Восточной Европы и редактором журнала «Osteuropa».

### Журналистика. Работа в эмиграции
В 1933—1936 гг. работал корреспондентом ряда немецких газет в Москве. В 1936 г. Имперское министерство народного просвещения и пропаганды запретило публиковать работы Менерта, и он уехал в США, перед этим посетив Китай и Японию.
В 1936—1937 гг. в качестве приглашенного профессора преподавал в Беркли, затем переехал на Гавайские острова, где в 1937—1941 годах преподавал в Гавайском университете в Маноа политические науки и новейшую историю. Прочитал в Гавайском университете первые курсы по истории России и начал собирать книги о России для библиотеки университета, положив тем самым начало изучению России в этом университете.
Незадолго до начала Второй мировой войны переехал в Шанхай. С июня 1941 г. редактировал шанхайский журнал «Двадцатый век», финансировавшийся германским МИДом. Журнал выходил до 1945 года. Одновременно Менерт преподавал в Германской медицинской академии и университете Сент-Джонс.
После капитуляции Японии был интернирован как гражданин Германии. В 1946 г. возвратился в Германию, в течение трех месяцев находился в американском лагере для интернированных.

### После возвращения в Германию
С 1947 г. — референт международной организации евангелической церкви по оказанию помощи пострадавшим в года войны (в Штутгарте), референт, с 1954 г. генеральный секретарь Германского общества по изучению Восточной Европы. Одновременно в 1949—1954 гг. главный редактор евангелическо-консервативного журнала «Christ und Welt», с 1950 г. главный редактор журнала «Osteuropa». В 1949—1959 гг. комментатор Баварского радио в Мюнхене и внешнеполитический комментатор Южнонемецкого радио в Штутгарте, политический комментатор Второго канала Немецкого телевидения.
В 1955 г. в качестве корреспондента сопровождал канцлера Конрада Аденауэра во время его визита в СССР.
В 1961—1972 гг. — профессор политических наук в Политехническом институте в Аахене. В 1972—1976 гг. работал в США, в Колумбийском университете, институте 3бигнева Бжезинского, в Стэнфордском университете.
Скончался в 1984 году.

### Память
В Калининградском университете был создан Европейский институт Клауса Менерта.

## Научная деятельность
В книге «Советский человек. Попытка портрета после двенадцати поездок в Советский Союз в 1929—1957 годы», впервые изданной в 1958 году и ставшей международным бестселлером, пришёл к выводу, что «русские» не легко поддавались советизации, несмотря на все идеологические кампании. Большинство советских людей были аполитичны, их больше заботили средства к существованию, а не коммунизм. Менерт писал об отсутствии в СССР социального равенства, высший слой московского партийного государства был на особом обеспечении, его уровень жизни был намного выше среднего.

### Сочинения

#### На немецком
- Die Sowjetunion 1917—1932: Bibliographic, 1932;
- Weltrevolution durch Weltgeschichte. Die Geschichtslehre des Stalinismus, 1951;
- Asien, Moskau und wir, 1956; Peking und Moskau, 1962;
- Moskau und die neue Linke, 1973;
- Amerikanische und russische Jugend um 1930, 1973;
- Ein Deutscher in der Welt. Erinnerungen, 1981;
- Die Russen heute. Was sie lesen, wie sie sind, 1983.

#### На английском
- The Russians in Hawaii 1804—1819, Honolulu, 1939;
- 'Stalin Versus Marx: the Stalinist historical doctrine. London: George Allen and Unwin Ltd, 130pp.[6]
- _____ and Maurice Rosenbaum. 1962. Soviet man and his world. New York: Praeger, 310pp.[7]
- Peking and Moscow. 1963. New York: G. P. Putnam’s Sons, 522pp[8]
- China Today. 1972. London: Thames and Hudson, 322pp,[9]
- China Returns. 1972. New York: Dutton, 322pp, ISBN 978-0-525-08000-8[10]
- Moscow and the New Left. 1975. Berkeley & Los Angeles: Univ. of California Press, 275pp, ISBN 978-0-520-02652-0[11]
- Twilight of the Young: the radical movements of the 1960s and their legacy. 1977. New York. 428pp, ISBN 978-0-03-019476-4[12]
- Youth in Soviet Russia. 1981. Hyperion Pr, ISBN 978-0-8305-0083-3[13]
- The Russians & Their Favorite Books. 1983. Hoover Inst Pr, ISBN 978-0-8179-7821-1[14]

#### На русском
- Советский человек = Der Sowjetmensch. — М.: Издательство иностранной литературы, 1959. Рассылается по спец. списку.
- Москва и новые левые = Moskau und die Neue Linke. — М.: Прогресс, 1975. — 162 с. Рассылается по спец. списку.